# 54 Piscium b
54 Piscium b es un planeta extrasolar en órbita alrededor de la estrella 54 Piscium. Su masa mínima es un quinto de la de Júpiter, y orbita a su estrella en una órbita muy excéntrica, completando una revolución cada dos meses, aproximadamente.